# Безжалісний 4
Безжалісний 4 (англ. Relentless IV: Ashes to Ashes) — американський трилер 1994 року режисера Олей Сессон.

## Сюжет
Сему Дітцу — головному спеціалісту по серійним вбивцям в поліції Лос-Анджелеса, і його новаій напарниці Джессіці Парреті належить розкрити справу про вбивство, яке важко назвати звичайним. У справі немає ні мотивів злочину, ні підозрюваних. Дітц стикається з вбивцею, практикуючим окультизм. При огляді особистих речей однієї з жертв напарники знаходять ім'я жінки-психолога, до якої Сем приводив сина після смерті своєї дружини. Дітц і Джессіка наносять візит Сарі Лі Джаффа. Інстинкт поліцейського змушує Джессіку поставитися до Сари з підозрою. Тим часом маніяк завдає ще одного удару. Джессіка і Дитц йдуть по п'ятах вбивці, і дізнаються, що Сара Лі знає набагато більше, ніж говорить.

## У ролях
| Актор             | Роль                      |
| ----------------- | ------------------------- |
| Лео Россі         | детектив Сем Дітц         |
| Фамке Янссен      | доктор Сара Лі Джаффа     |
| Коллін Коффі      | детектив Джессіка Парреті |
| Джон Скотт Клоф   | Мартін Тренер             |
| Крістофер Петтіет | Корі Дітц                 |
| Кен Лернер        | Аль Розенберг             |
| Лорінг Пікерінг   | детектив Келлер           |
| Ліза Робін Келлі  | Шеррі                     |
| Райнер Грант      | жертва 1 перукар          |
| Шарлін Хенрісон   | жертва 2 глуха жінка      |
| Клодетт Роач      | жертва 3 продавець        |
| Джон Келлі        | сусід                     |
| Джон Мейерс       | підозрюваний у вбивстві   |